# Gobernación de Al Mahrah
La gobernación de Al Mahrah o Mahra (en árabe: المهرة) es uno de los estados de Yemen, ubicada en el área del antiguo sultanato Mahra. Su capital es la ciudad de Al Ghaydah.

## Distritos
- Distrito de Al Ghaydah
- Distrito de Al Masilah
- Distrito de Hat
- Distrito de Hawf
- Distrito de Huswain
- Distrito de Man'ar
- Distrito de Qishn
- Distrito de Sayhut
- Distrito de Shahan

- Datos: Q275752
- Multimedia: Mahra Governorate / Q275752